# Lepidiota crinita
Lepidiota crinita är en skalbaggsart som beskrevs av Brenske 1900. Lepidiota crinita ingår i släktet Lepidiota och familjen Melolonthidae. Inga underarter finns listade i Catalogue of Life.